# 暴行宣傳
暴行宣傳 （英語︰Atrocity propaganda）是指用敵人所犯暴行來寫出的政治宣傳，這些宣傳有可能是事實，但通常會被誇大甚至是故意捏造出來， 暴行宣傳會以照片、影片、插圖、採訪和其他形式的信息呈現或報告。
戰爭與生俱來的暴力性質意味著，對暴行的誇大甚至是捏造往往會成為政治宣傳的主要內容。它將敵人去人性化，通過謊言並將敵人描繪成怪物，暴行宣傳起到了情報功能的作用，因為它浪費了敵人反情報部門的時間和資源來保護自己。美國著名傳理學家哈羅德·拉斯威爾指出，愛國主義往往不足以讓人民去憎恨敵人，因此政治宣傳是必要的。謊言在戰爭中是一種公認且極其有用的武器，每個國家都故意地使用它來欺騙本國人民、吸引中立者並誤導敵人。現代國家人民對戰爭有著巨大的心理抵抗，以至於每場戰爭都必須看起來是像一場防禦戰爭，是在面對對具威脅性的兇殘侵略者，公眾應該憎恨誰，必須毫不含糊。人類的證詞即使在普通情況下也可能不可靠，而在戰時更有可能被偏見、情緒和被誤導的愛國主義進一步混淆。
根據考德懷納·史密斯的說法，暴行宣傳常會導致真正的暴行，因為它會煽動敵人實施更多的暴行。並且由於政治宣傳中那些誇張的報導，這會容易激起己方激情，反而增加己方報復的心態，從而引起己方的暴行。暴行宣傳也可能會導致公眾不再相信關於實際暴行的報導，比如在第一次世界大戰期間，反德的政治宣傳盛行，然而其中的許多所謂「暴行」在戰後年代被一一揭穿，這引起了公眾對其後報導的疑心。到第二次世界大戰，納粹德國在歐洲實施暴行，但因為第一次世界大戰的前車之鑑，反而令這些報導收到了相當多的懷疑。
與一般的政治宣傳相同，這類詳細描述敵人所犯下的誇大或捏造的罪行的暴行謠言意在詆毀對方，應用不僅限於衝突時期，也可以在平日用來左右公眾輿論，詆毀對方，甚至製造宣戰理由，比如兩次的海灣戰爭，美國都偽造了暴行謠言來誤導公眾，合理化自身的侵略行為。

## 歷史上的暴行宣傳

### 20世紀之前
在十字軍東征期間，烏爾巴諾二世為反對伊斯蘭教的戰爭辯護時，聲稱敵人「在東部省份蹂躪了上帝的教堂，對基督徒男性進行了割禮，對女性進行了侵犯，並在殺死他們之前進行了最難以言喻的折磨 。」 烏爾班二世的佈道成功地調動了民眾支持人民十字軍的熱情。針對猶太人的各種聳人聽聞故事在中世紀廣泛流傳，指他們在逾越節期間會綁架和謀殺基督徒兒童。
17世紀，英國媒體生動描述了愛爾蘭天主教徒對英國新教徒犯下的暴行，包括對平民的酷刑和對婦女的強姦，英國公眾對這些故事的反應是要求嚴厲報復。1641年的愛爾蘭叛亂期間，充斥着各種關於愛爾蘭天主教徒的駭人聽聞的暴行報導，包括嬰兒從孕婦身體裡被拉出來，這些為隨後屠殺愛爾蘭叛軍提供了理由。
1857年印度民族起義後，英國和殖民媒體開始流傳關於在坎普爾等地發生針對歐洲人的暴行，尤其是對歐洲婦女強奸的故事，但隨後的官方調查沒有發現任何證據。
在美西戰爭前夕，美國新聞發佈了多單西班牙對古巴人暴行的故事。 雖然有些是真的，但這些故事中的大多數都是為了促進銷售而捏造的。

### 20世紀

#### 海灣戰爭
伊拉克於1990年8月入侵科威特，一名名叫「奈伊拉」的年輕科威特女孩出席聽證會，並作證說她目睹了伊拉克士兵從醫院保溫箱裡把新生的嬰兒拿出，讓他們無助地死去。她的證詞成為美國各地報紙、廣播和電視的頭條新聞，並成為美國參戰的借口之一。其後他被揭露是科威特駐美國大使的女兒，實際上並沒有親眼目睹她所描述的「暴行」有發生。约翰·麦克阿瑟指控科威特政府聘請公關公司 Hill & Knowlton 來設計這一切，以增加美國公眾對海湾戰爭的支持。

### 21世紀

#### 美國入侵伊拉克
美國在2003年入侵伊拉克之前，英國和美國出現了關於薩達姆將反對人士投入了關於塑料粉碎機或木材削片機的虛報新聞。這些故事引起了全世界的關注，並促進了美國人對軍事行動的支持，比如在美國新聞就曾刊出諸如“看到男人被撕碎，然後說你不支持戰爭”等標題的報導，來合理化戰爭。直至入侵後的一年，媒體才指確定沒有證據支持這種情況的存在。
2003年7月，一名伊拉克婦女朱瑪娜·漢娜 (Jumana Hanna) 作證說，她在兩年監禁期間遭到復興黨警察的非人道待遇，包括遭到電擊和反復強姦。 這個故事出現在《華盛頓郵報》的頭版，並由當時的國防部副部長保羅·D·沃爾福威茨提交給參議院外交關係委員會。 2005年1月，《時尚先生》和《華盛頓郵報》的文章得出的結論是，她的所有指控都無法得到證實，而且她的敘述存在嚴重的不一致之處，她聲稱在她遭受酷刑的同一所監獄中被處決的丈夫實際上還活著。